# Александров Дужи
Александров Дужи (пољ. Aleksandrów Duży) је село у Пољској које се налази у војводству Мазовском у повјату Липском у општини Сјенно.
Од 1975. до 1998. године ово насеље се налазило у Радомском војводству.